# Porticus Deorum Consentium

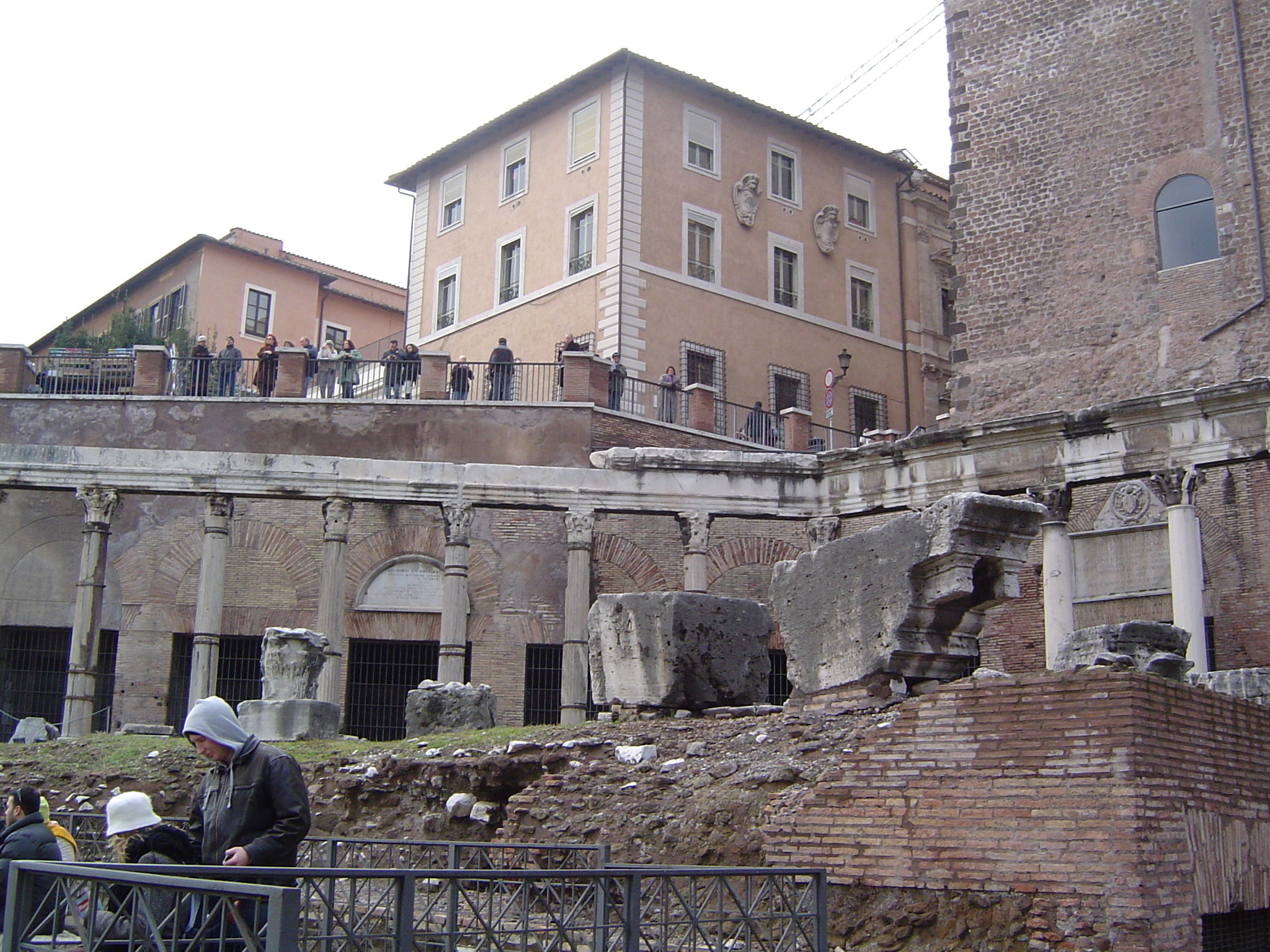
De Porticus Deorum Consentium

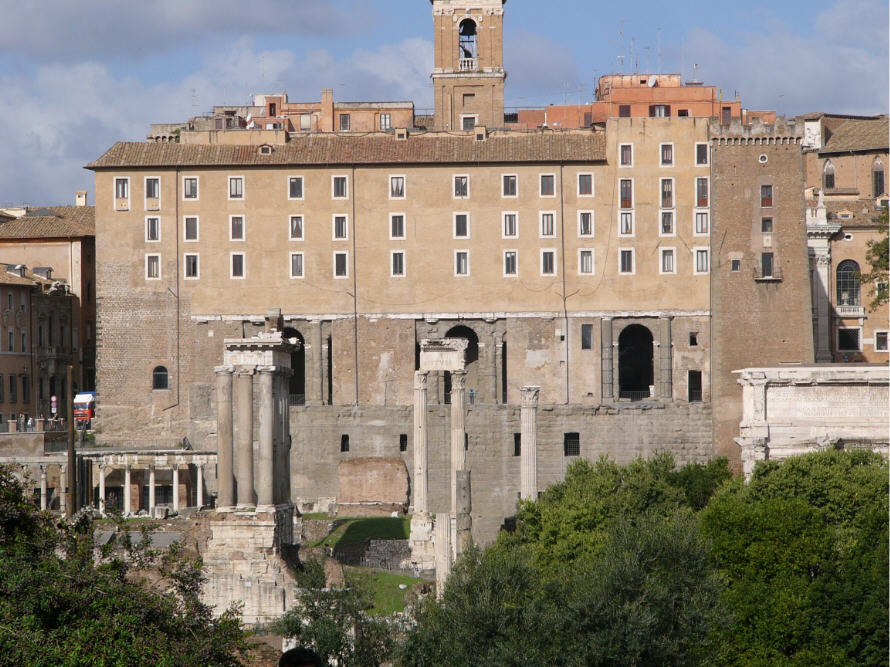
Locatie van de porticus: de ranke zuilen linksonder, aan de voet van de Capitolijnse heuvel, Forum-zijde

De Porticus Deorum Consentium was een bouwwerk in het oude Rome waar de twaalf belangrijkste goden en godinnen uit het Romeinse godendom werden vereerd. Samen werden deze goden wel de Dei Consentes ('Godenraad') genoemd. Daartoe behoorden zes mannelijke en zes vrouwelijke goden: Jupiter, Juno, Neptunus, Minerva, Apollo, Diana, Mars, Venus, Vulcanus, Vesta, Mercurius en Ceres; daarom heet het bouwwerk ook wel de Porticus van de Twaalf Goden. De huidige bouw stamt uit de 2e helft van de eerste eeuw n.Chr. en is misschien de vervanger van een eerder gebouw, dat bij de grote brand van Rome in 64 n.Chr. verloren ging. In 367 n.Chr. werd de Porticus nog eens gerestaureerd (door de prefect van Rome, Vettius Praetextatus), als laatste grote heidense bouwwerk in een toen al grotendeels christelijk Rome.

## Locatie
De Porticus Deorum Consentium bevindt zich aan het Capitolijnse uiteinde van het Forum Romanum, onder het Tabularium en tussen de Tempel van Saturnus en de Tempel van Vespasianus en Titus in, langs de zogenaamde Clivus Capitolinus (de enige met karren begaanbare weg naar het Capitool), die begint bij de Boog van Septimius Severus en eindigt op het Capitool. Van het huidige bouwwerk zijn nog vier zuilen en de architraaf origineel; de rest is er in 1858 weer bij gebouwd.

## Structuur
De structuur van de Porticus Deorum Consentium is als volgt: achter de zuilenrij bevinden zich acht kamers in baksteen, 4 m. hoog en 3.70 m. diep. Daarvoor staan de Korinthische zuilen van de porticus zelf, uitgevoerd in wit marmer. In de zuilenrij bevindt zich een knik, die noodzakelijk was vanwege de op deze locatie beschikbare ruimte. Volgens een beschrijving van Varro waren er 12 gouden godenbeelden. Misschien stonden deze beelden in paren tussen deze zuilen of in de kamers achter de zuilen. Het kan ook dat ze in de hof voor de zuilen stonden.
De Porticus Deorum Consentium kan het beste bekeken worden vanaf de Clivus Capitolinus.